# Youssef Amyn
Youssef Amyn (Essen, 24 de abril de 2005) es un futbolista alemán, nacionalizado iraquí, que juega en la demarcación de extremo para el AEK Larnaca de la Primera División de Chipre.

## Selección nacional
Hizo su debut con la selección absoluta de Irak el 16 de noviembre de 2023 en un encuentro de clasificación para la Copa Mundial de Fútbol de 2026 contra Indonesia que finalizó con un resultado de 5-1 a favor del combinado iraquí tras el gol de Shayne Pattynama para Indonesia, y de Ali Al-Hamadi, Osama Rashid, Bashar Resan, del propio Amyn, y un autogol de Jordi Amat Maas para Irak.

## Clubes
| Club                   | País           | Año       | Partidos | Goles |
| ---------------------- | -------------- | --------- | -------- | ----- |
| FC Viktoria Köln       | Alemania       | 2021-2022 | 36       | 5     |
| Eintracht Braunschweig | Alemania       | 2023-2024 | 9        | 0     |
| Al-Wehda Club          | Arabia Saudita | 2024-2025 | 31       | 4     |
| AEK Larnaca            | Chipre         | 2025-     |          |       |